# Pedro Ortiz de Foronda
Pedro Ortiz de Foronda y Sánchez de la Barreda, I conde de Vallehermoso (San Pedro de Acora, 12 de octubre de 1712-Lima, 1779) fue un noble criollo y funcionario colonial en el Virreinato del Perú.

## Biografía
Hijo del general extremeño Pedro Ortiz de Foronda y Zárate, y de la limeña Mariana Sánchez de la Barreda. Inició sus estudios en el Colegio Real de San Martín, de los jesuitas (10 de abril de 1728).
Fue nombrado posteriormente gobernador de Jauja, y luego sucesivamente corregidor de Cañete, de Paucarcolla y de Tarija. El virrey Conde de Superunda premió sus servicios nombrándolo maestre de campo y otorgándole el título de Conde de Vallehermoso (25 de agosto de 1745), que Fernando VI confirmó por Real Cédula del 17 de diciembre de 1746.
Establecido en Lima, fue elegido alcalde ordinario de la ciudad en 1747. Más tarde, viajó a España, donde fue investido con el hábito de caballero de la Orden de Calatrava en 1754 y, en mérito de sus antecedentes, nombrado nuevamente corregidor de Jauja.
Murió sin sucesión, heredando su título condal su sobrino Faustino Regis Álvarez y Ortiz de Foronda.